# 華倫西亞大學

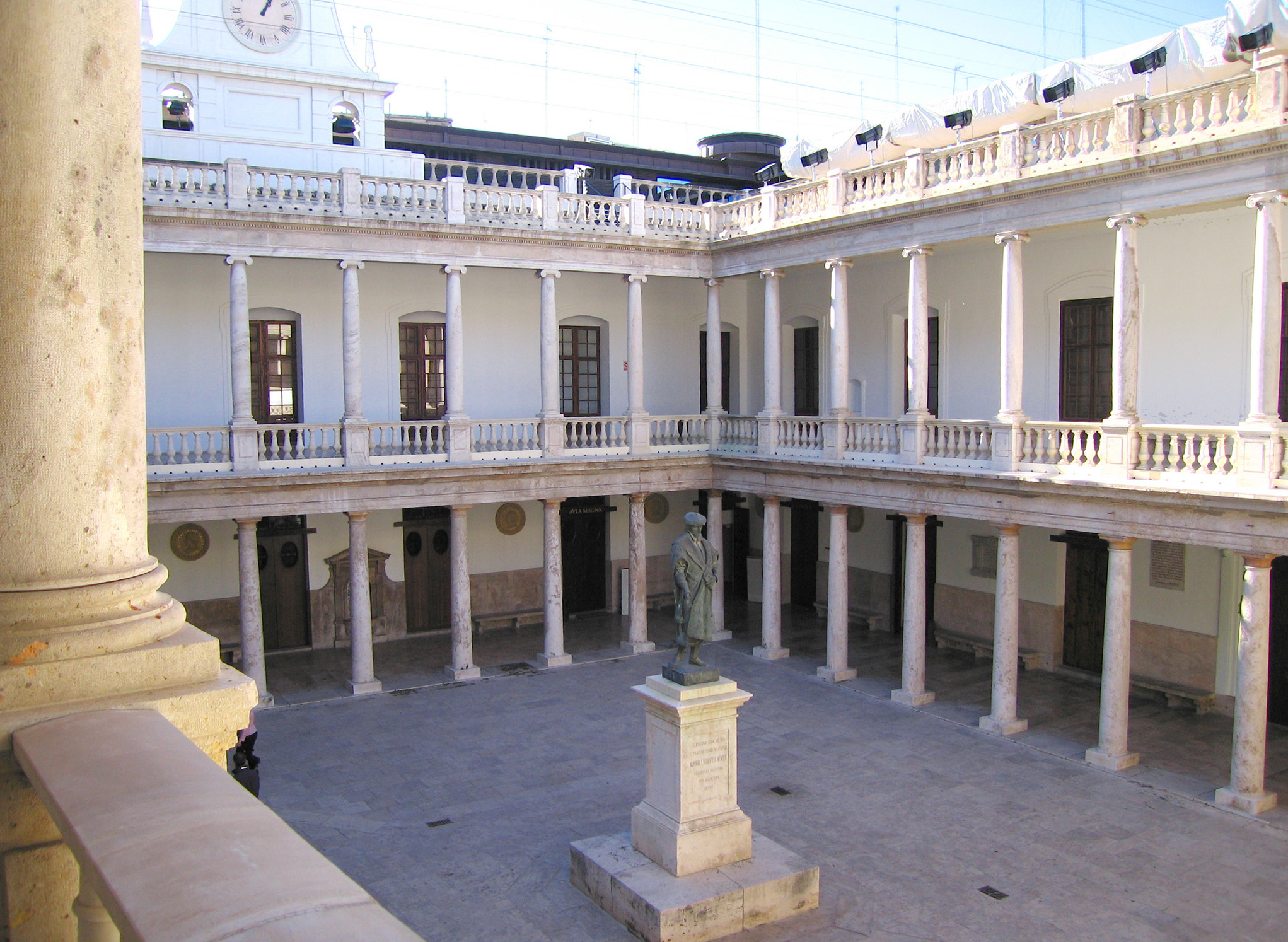
la Nau 楼

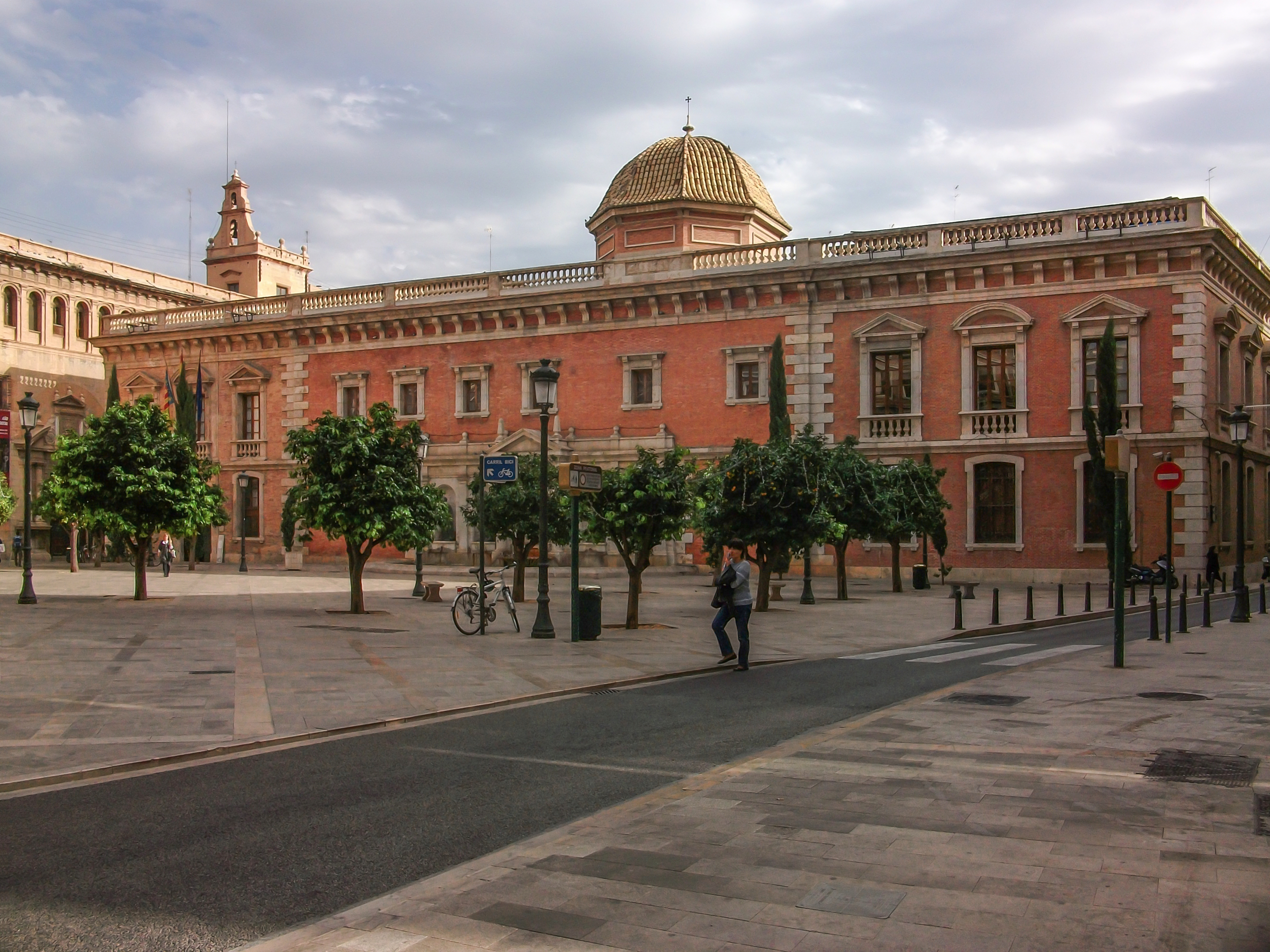
華倫西亞大學的历史性建筑

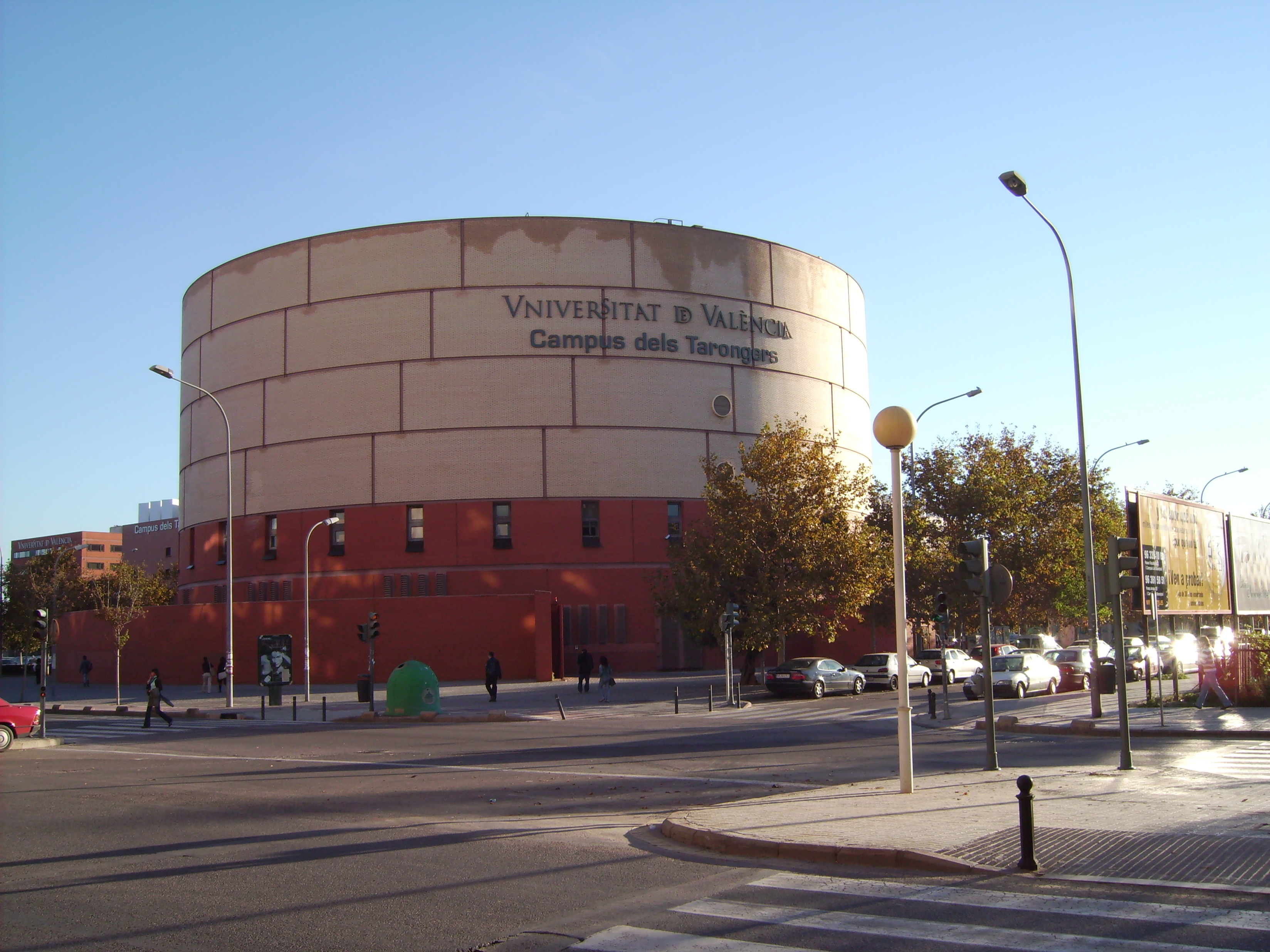
華倫西亞大學的Tarongers校園

華倫西亞大學（瓦倫西亞语： [univeɾsiˈtad de vaˈlensia]）位於華倫西亞市，成立於1499年，是西班牙歷史最悠久及最大型的大學之一。現約有六萬名學生。現任校長為 Esteban Morcillo Sánchez。
通過簽訂雙邊協議、參與國際計劃和高校聯盟，華倫西亞大學與世界大學建立了聯繫。藉着國際交流，來自不同國籍和文化背景的學生匯聚於此。

## 歷史
1246年，教宗諾森四世（原名Jaime I the Conqueror）提出estudis generals（拉丁文），並經華倫西亞的教宗諭令（papal bull）授權。1499年4月30日，華倫西亞地方法官通過大學法令，這可視為「創校」之始。1501年，教宗亞歷山大六世簽署批准議案。一年後，天主教徒斐迪南二世頒佈王室委托特許權（Royal Mandatory Concession）。
辦學的實際行動，有賴St. Vincent Ferrer和Mosen Pedro Vilaragut的努力，後者捐款興建了一座大樓。但由於帳目不多，大學的經營舉步維艱。創校之初，課程有拉丁語、希臘語、希伯來語、阿拉伯語、哲學、數學，乃至物理、神學、教會法及醫學。 
17世紀末至整個18世紀，是華倫西亞大學最輝煌的時期。希臘語、拉丁語、數學及醫學成為專科。託斯卡納區（Tosca）的傑出學生當中，Evangelista Torricelli的助手成就最突出。他是著名物理學家，有不少重要數學著作。Escolano表示，該校在數學、人文學科、哲學及醫學上佔優，多數解剖學繪圖均出自該校學生。華倫西亞大學是西班牙最早成立草本植物學的大學，不少醫學畢業生享負盛名。Pedro Ximeno發現耳朵的第三塊聽小骨。他在Alcalá任職教授，名人Vallés是其學生。Luis Collado是植物學教授，他有許多重要發現，並持續深入研究黎凡特地區的植物。Vicente Alonzo Lorente撰寫植物學著作，而著名植物學家Cavanilles也是該校校友。
17世紀，華倫西亞大學分裂為支持和反對托馬斯神學（即哲學學說）兩派。整個華倫西亞王國議論紛紛，黨派情緒白熱化。校內一間館藏27,000冊的圖書館，亦在Suchet將軍的命令下被毀。在芸芸名教授當中，D. Francisco Peréz Bayer博學多識，在西班牙卡洛斯三世統治時期影響深遠。就在大學附近，數間為貧果學生而設的學院相繼成立。首間由St. Thomas of Villanova於1561年創辦，其後Doña Angela Alonsar和Mosen Pedro Martín亦參與建校。最有名的一所是Corpus Christi學校，由Blessed Juan de Ribera倡議。Philip II創立San Jorge，而最後一所──Melchor de Villena建於1643年。

## 校友
圣地亚哥·拉蒙-卡哈尔，西班牙神经科学家，曾获得1906年诺贝尔生理学或医学奖。

## 設施

### 校園
華倫西亞大學有三個校區。Burjassot校區設有生物學院、藥劑學院、物理學院、化學院、數學院及工程學院。Blasco Ibañez校區設有醫學與牙科醫學院、哲學與教育科學院、心理學院、地理與歷史學院、語言學院、體育學院、物理療法學院、護理學院，以及小學教師訓練學院。Tarongers校區設有法律學院、經濟與商業學院及社會科學院。

## 外部連結
- 華倫西亞大學 （页面存档备份，存于）（西班牙文、英文）